# Carl Wilhelm Siemens
Carl Wilhelm Siemens, conosciuto anche come Sir William Siemens (Lenthe, 4 aprile 1823 – Londra, 19 novembre 1883), è stato un ingegnere tedesco naturalizzato britannico.
Fu un ingegnere, inventore e industriale tedesco che prese la cittadinanza britannica nel 1859. Fu uno dei fratelli di Werner von Siemens e fondò la Siemens & Halske. Il forno Martin-Siemens prende il nome da Pierre-Emile Martin e da lui.

## Biografia
Wilhelm Siemens fu uno dei figli di Christian Ferdinand Siemens (1787–1840) da Goslar, capostipite della famiglia Siemens. La sua formazione accademica iniziò, come i suoi fratelli, al gymnasium di Lubecca, proseguì alla scuola per ingegneri di Magdeburgo e si completò alla Georg-August-Universität Göttingen. Con il fratello Werner sviluppò un nuovo metodo galvanotecnico. Questioni economiche di sfruttamento della loro invenzione, portarono Wilhelm Siemens a Londra nel 1843, dove il processo fu venduto ai cugini Henry e a George Richards Elkington (1801–1865).

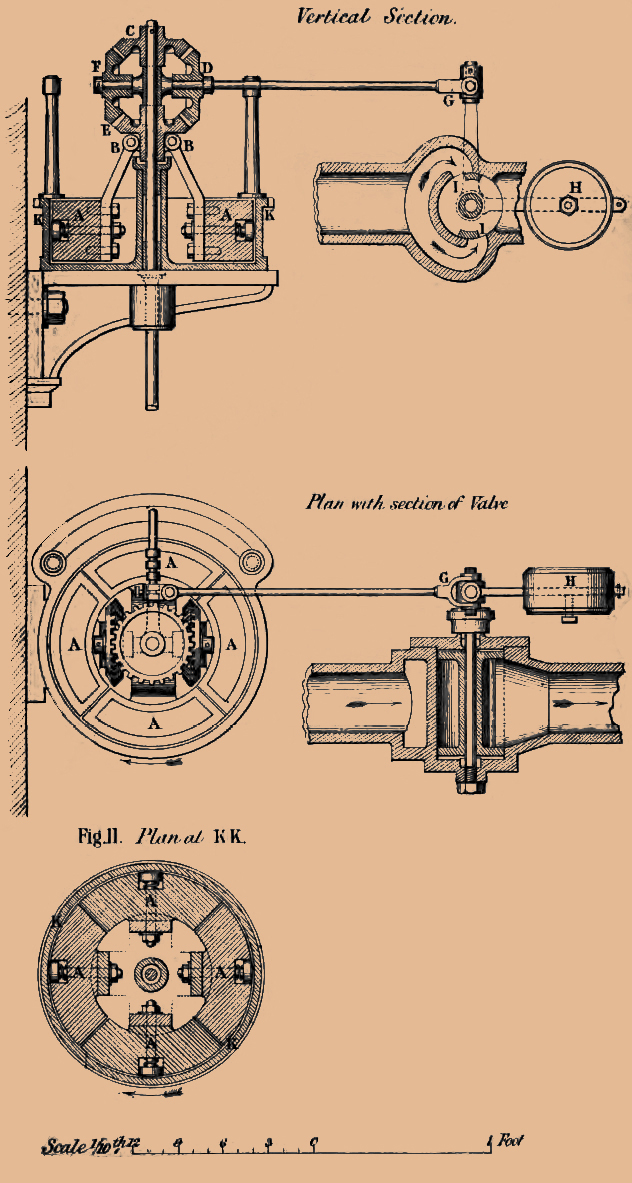
Chronometrischer Regler dei fratelli Siemens, prima versione

Nel 1844 sviluppò con il fratello Werner il Differentiellen Regler (più tardi conosciuto anche come chronometrischer Regler) per le macchine a vapore. Questo regolatore permetteva un migliore regolazione della coppia nelle locomotive, meglio del regolatore centrifugo di Watt. Brevettò il sistema in Inghilterra e ciò gli permise la permanenza nel Paese per lo sviluppo industriale del sistema, si sposò nel 1859 acquisendo la cittadinanza.
Nel 1850 fondò la filiale londinese dell'azienda berlinese del 1847 fondata dal fratello Werner, la Telegraphenbauanstalt Siemens & Halske. Fino al 1858 la filiale era denominata Siemens, Halske & Co, dal 1865 divenne Siemens Brothers & Co. Wilhelm fu uno dei soci, assieme ai fratelli Werner e Carl.
Nel 1859 sposò Anne Gordon (1821–1901), la nipote del suo socio Lewis Gordon, professore di ingegneria alla Università di Glasgow. Questi fu socio della R. S. Newall & Co costruttrice di funi d'acciaio, di cavi sottomarini e acquisita nel 1853 dalla Siemens & Halske Telegraphenapparate; nel 1857 la Siemens poteva effettuare pose di cavi sottomarini per telecomunicazioni. La coppia non ebbe figli. William fece diventare suo collaboratore Alexander Siemens, un figlio di parenti di terzo grado (Gustav Siemens (1806–1874)), successivamente entrò in Siemens Brothers & Co.
Nel 1863 venne aperta una fabbrica di cavi a Charlton, presso Woolwich, per la costruzione di cavi sottomarini, prima in qualità e prezzi tra le concorrenti. Nel 1874 fabbricarono il cavo sottomarino, posto dalla nave CS Faraday, con funzioni TLC: Transatlantic Communications Cable.
Nel 1847 la prima acciaieria, sviluppata dal fratello Friedrich, dal 1856 con un forno Martin-Siemens. Nel 1869 fondò Landore Siemens Steel Company.
Nel 1862 divenne socio della Royal Society e più tardi presidente della Institution of Mechanical Engineers (1872–1873), della Society of Telegraph Engineers (1872, 1878), dello Iron and Steel Institute (1877) così come della British Association for the Advancement of Science (1882). Divenne dottore honoris causa della Università di Oxford, della Università di Glasgow, Dublino e della Julius-Maximilians-Universität Würzburg. Nel 1883 divenne cavaliere con il titolo di Sir William Siemens.